# Carlos Warren
Carlos Warren (Mercedes, Soriano, 11 de marzo de 1891 – Montevideo, 21 de octubre de 1953) fue un músico, pianista, director de orquesta y compositor uruguayo.

## Biografía
Su padre Carlos, quien falleció tempranamente, fue abogado, periodista, escritor y vicerrector del Colegio Nacional de Concepción del Uruguay. Su madre, Rosa Mernies, le dio sus primeras lecciones de piano.
Formó su primera orquesta con Antonio Gutman, Minotto Di Cicco, Lafémina y Tróccoli (violines).
Se presentó junto a su orquesta en numerosos bailes de Carnaval en Montevideo y en Buenos Aires. En 1919 inauguró en Buenos Aires el cabaret Tabaris en la calle Corrientes.

## Obra
De su vasta composición cabe destacar su obra «Siga el tango», que años después reviviría su fama, al transformarse en un candombe con el nombre de «Siga el baile» (en colaboración con Edgardo Donato) y que sería popularizado por músicos como Alberto Castillo, Los Auténticos Decadentes, Jaime Roos, etc.
Otros títulos que sobresalen  de su obra son: «Porque te quise», con letra de Yonegal (su primer tango grabado); «Compadrito», con letra de Carlos Álvarez Pintos; «Marcelo», en colaboración con Edgardo Donato y letra de Miguel Héctor Escuder; «Alma de milonga», en colaboración con Juan Baüer; «Cuesta abajo», homónimo al de Carlos Gardel y Alfredo Le Pera, con versos de Carlos César Lenzi; «Qué me importa».